# Парма (Мисури)
Парма (енгл. Parma) град је у америчкој савезној држави Мисури.

## Демографија
По попису из 2010. године број становника је 713, што је 139 (-16,3%) становника мање него 2000. године.
| Група             | 2000.       | 2010.       |
| Белци             | 483 (56,7%) | 472 (66,2%) |
| Афроамериканци    | 354 (41,5%) | 210 (29,5%) |
| Азијати           | 0 (0,0%)    | 0 (0,0%)    |
| Хиспаноамериканци | 7 (0,8%)    | 20 (2,8%)   |
| Укупно            | 852         | 713         |